# Aeroporto di Sliač
L'Aeroporto di Sliač (in slovacco: Letisko Sliač) (IATA: SLD, ICAO: LZSL), nel passato Aeroporto Tri Duby (in slovacco: Letisko Tri Duby), è un aeroporto internazionale situato nella città di Sliač, tra Zvolen e Banská Bystrica, in Slovacchia. L'aeroporto è utilizzato per voli di linea e charter. Accanto c'è una base aerea.

## Compagnie aeree e destinazioni
A dicembre 2019 il Ministero della Difesa ha risolto il contratto della società statale Letisko Sliač, a. s.  Dalla fine del 2020, i voli civili non dovrebbero partire dall'aeroporto. Non era chiaro se le operazioni civili sarebbero riprese dopo i due anni di ricostruzione.

### Compagnie aeree e destinazioni nel stagioni passati
- Czech Airlines (Praga)
- Bulgarian Air Charter (Burgas y Varna) voli stagionali